# Лубочная литература
Лубо́чная литерату́ра — дореволюционные дешёвые и примитивные по содержанию массовые издания, зачастую снабжённые ярко раскрашенной картинкой; примитивная литература, рассчитанная на невзыскательный вкус.
Её не следует путать с произведениями, специально составленными или изданными для народного чтения с просветительными целями (популярно-народная литература).

## История
История лубочной литературы начинается в Западной Европе с XVI—XVII столетий, а в России — со второй половины XVIII в. До того не было различия между слоями читателей: уровень понятий в сфере грамотных людей был одинаковый; одни были более, другие менее начитаны, но свойство начитанности было сходное, вследствие чего и литература была всенародная, равно всем доступная.
С развитием научной мысли и эстетических форм, низшие слои населения отстают от общего движения и продолжают довольствоваться теми произведениями, которые заключала в себе литература в конце эпохи её всенародности. Эти произведения подвергаются бесчисленным переделкам, всегда безвкусным. Произведения лубочной литературы снабжаются ярко раскрашенной картинкой, зачастую не имеющей никакого отношения к тексту, а иногда и ограничиваются такой картинкой, с пояснительным текстом.

### Во Франции
Во Франции первое место среди лубочной литературы занимали:
- простонародные календари;
- книжки по магии, сонники и т. п. («Le Grand Grimoire ou l’Art de commander aux esprits»; «Le Véritable dragon rouge, suivi de la Poule noire»; «Les Admirables secrets du grand Albert»; «L’Explication des songes» и много т. п.);
- руководства вежливости и галантерейности («Catechisme des amants», «Conseiller conjugal»);
- сборники смехотворных анекдотов, кратких рассказов, аллегорических, сатирических или нравоучительных («L’Histoire du bonhomme Misère»; «L’Entrée de l’abbé Chanu dans le paradis»; «La Malice des femmes»; «L’Explication de la misère des garçons tailleurs» и т. п.);
- книжки исторического содержания (Vies de Cartouche, de Mandrin, de Fra-Diavolo, de Napoléon; L’Histoire du fameux Gargantua, du Juif-Errant);
- сборники песен, соответствующих польским кантычкам, молитвы различным святым, душеспасительные книжки («La Préparation à la mort»; «Le Miroir du pécheur»; «L’Accusation correcte du vrai pénitent»);
- письмовники любовные и деловые, романы и повести («Huon de Bordeaux», «Amadis», «Jean de Paris», «Jean de Calais», «Geneviève de Brabant», «Robert le Diable» и другие).

Повесть о злоключениях Женевьевы Брабантской, по крайней мере в её немецкой переработке сделанной по нидерландскому источнику, представляет собой едва ли не позднейшее по времени произведение повествовательной лубочной литературы.

### В Германии
В Западной Европе, особенно в Германии (в отличие от России), лубочная повесть не обогащалась произведениями, сочинёнными в новейшее время: это — отчасти застывшая, отчасти искажённая повесть XV—XVI вв. Этим объясняется слабое проявление в лубочной литературе народного творчества, совершенно ничтожное влияние народного эпоса на лубочную повесть.
Из героического эпоса в немецкую лубочную литературу перешли лишь отдельные и притом второстепенные эпизоды («Heldenbuch», 1491 и чаще; «Kleiner Rosegarten», «König Laurin», 1509; сказания о Дитрихе Бернском), тогда как наиболее значительные поэмы, как «Нибелунги», остались ею почти не тронутыми; из «Нибелунгов» заимствован только эпизод о юности Зигфрида (прозаическая повесть «Hörnern Seyfried», около 1640). Поэма «Рейнеке-Лис» сразу сделалась народной книгой в той обработке, какую она получила в конце XV века.
К сборникам фацеций, составленным гуманистами, примыкали многочисленные собрания забавных анекдотов, составившие в XVI веке целую литературу и оставшиеся жить в лубочных изданиях.

### В России
История лубочной литературы началась в России со второй половины XVIII века, где она слагалась из тех же элементов что и во Франции. Основную её часть, наряду с дешевыми календарями, составляли религиозные издания и беллетристические произведения.
Среди религиозной лубочной литературы значительную часть составляли жития святых. Всего известно более 100 лубочных изданий житий святых. К ней также относились молитвенники, псалтыри, святцы и творения святых отцов (святых Тихона Задонского, Ефрема Сирина, Василия Великого, Григория Богослова, Иоанна Златоуста). Кроме того, к религиозной лубочной литературе можно отнести около двух десятков изданий духовно-нравственного содержания: «Страсти Христовы», «Како подобает стояти в церкви Божией», «Об антихристе и кончине мира», «Смерть закоренелого грешника и праведного», «Сердце человеческое при жизни праведной и греховной», «Загробная жизнь», «Водка, как дух сатаны» и другие.
Среди лубочных книжек светского содержания встречались письмовники, гадальные книжки, оракулы и сонники, с ссылками в заглавиях на Альберта Великого, Брюса, Сведенборга и «знаменитую проветительницу Ленорман», многочисленные руководства к выбору жен, ключи к женскому сердцу, песенники.
Кроме того, выпускалось большое количество повестей и романов, написанных в лубочном стиле, число которых превышает 500 изданий. В лубочной литературе прежде всего сохранили популярность произведения, хорошо известные в России в XVII и первой половине XVIII веков. Среди них выделяются повести о Шемякине суде, Еруслане Лазаревиче и Бове-Королевиче. Кроме того, печатная лубочная литература сохранила значительную часть тех средневековых европейских повестей, которые до начала XVIII века приходили в Россию преимущественно через Польшу. Они представляли собой шутливые бытовые повести в жанре фаблио или рыцарские романы, основной мотив которых (идеализация женщины) остался в России непонятым и в лубочных переделках все более и более стушевывался. Из переводных романов наибольшей популярностью в конце XVIII — начале XIX века пользовались повесть о Петре Златых ключах, представляющая собой переделку романа о Магелоне (у нас — Магилена), романы «Евдон и Берае», «Арзас и Размира», сохранявшие популярность на протяжении всего XIX века «Францель Венциан», «Египетский царевич Полицион», «Гуак, или Непреоборимая верность». Пользовались успехом в лубочной литературе «История об Адольфе, принце Лапландийском и об острове вечного веселья», представляющая собой переработанный эпизод переведенного в первой половине XVIII века сентиментально-нравственного романа «История Ипполита и Жулии», а также «Повесть об Октавиане», которая представляла собой переведенный в 1677 году с польского на русский язык роман «Повесть о преславном римском кесаре Оттоне».
Широко использовались в лубочной литературе и пришедшие из Европы в Россию через польские источники ещё в допетровские времена сборники фацеций. Так, из сборник «Смехотворные повести» были заимствованы сюжеты для книжек «Старичок-Весельчак», «Похождения Ивана Гостинного сына», в которой была переделана старинная повесть о Фроле Скобееве. Достоянием лубочной литературы стала и сказка о Ерше Щетинникове. Мотив продажи души дьяволу разработан в лубочной переделке польского романа о пане Твардовском. Множество аналогичных рассказов перешло в лубочные картинки XVIII века из Великого Зерцала.
Вскоре, помимо произведений, заимствованных из русской повествовательной литературы первой половины XVIII века, в лубочной литературе стали появляться новые сюжеты, составленными частью на основании народных сказаний (лицевые издания XVIII столетия сказок об Илье Муромце, Добрыне и Алеше Поповиче), частью на основании иностранных источников, а впоследствии — и отечественной литературы. Во второй половине XVIII века в Москве появился первый лубочный писатель — Матвей Комаров, составивший «Обстоятельные и верные истории двух мошенников: первого российского славного вора… Ваньки Каина; …второго французского мошенника Картуша» и знаменитую «Повесть о приключениях английского милорда Георга и бранденбургской маркграфини Фредерики-Луизы».
Одновременно с Комаровым в Москве стал действовать и первый лубочный издатель подьячий Д. Фёдоров. До того лубочные произведения переписывались подьячими и продавались у книгоношами Спасских ворот, в Холщовом ряду, на Мытном дворе у Москворецкого моста, у Сухаревой башни. Федоров стал издавать их сначала на больших листах с картинами, а затем и книжками лубочного формата, тоже с картинами. В первой половине XIX века из лубочных писателей особенно популярны были Николай Зряхов, А. Чуровский, В. Ф. Потапов, Алексей Москвичин, а из издателей — И. Н. Логинов, Пётр Шарапов, Ерофеев. Позже были популярны писатели — В. Суворов, Н. Миронов, издатели — А. Абрамов, А. В. Морозов, Лузина, Иван Сытин, Е. А. Губанов, в конце XIX века — знамениты писатели Василий Савихин, Иван Кондратьев, И. Г. Журавов, А. Журавлев. Но наибольшей популярностью в конце XIX века пользовались Михаил Евстигнеев, Валентин Волгин, повести которого («Чародей и рыцарь», «Ночь у сатаны», «Утопленница» и др.), изобилуя всевозможной чертовщиной, выделяются среди лубочных произведений своей грамотностью и некоторой толковостью изложения, и И. Кассиров.
В произведениях лубочных писателей конца XIX века преобладала всевозможная чертовщина, национальная исключительность и другие подобные тенденции, дающие понимание о причинах тесной связи лубочной литературы с мелкой уличной печатью. Причём, произведения последней иногда прямо переходили в лубочную литературу. Так, например, столь распространенный в конце XIX века в лубочных изданиях рассказ Пастухова о «Разбойнике Чуркине», вызвавший массу подражаний и подделок, первоначально появился в «Московском Листке». Произведения лубочных писателей конца XIX века, получавших крайне низкое вознаграждение (2—4 рубля за листовку, то есть за сочинение в 36 печатных страниц), состояли из переделок былин и народных сказок («Кощей бессмертный», «История о славном и храбром Илье Муромце и Соловье разбойнике»), подделок под народные сказки («Волшебный клад под Купалов день», «О злой ведьме Непогоде», «О солдате Яшке»), повестей из современного быта («Ай да Ярославцы!», «Нужда на погосте и душа в русской бане»), исторических романов и очерков («Роковая клятва, или Черное домино», «Цыган-мститель» из времен Александра Невского, «Страшный клад, или Татарская пленница», «Вечевой колокол», «Громобой, или Новгородский воевода», «Путята крестил мечом, а Добрыня огнём», «Избрание на царство Михаила Федоровича и подвиг крестьянина Ивана Сусанина», «Карс, турецкая крепость, и взятие её штурмом русскими войсками», «Михаил Дмитриевич Скобелев 2-й»), различных надписей и стишков к лубочным картинкам, всегда снабженным пояснительным текстом, подобно тому как в лубочных книжках всегда имеется картинка.
В то же время, в моменты исторических потрясений лубочная литература в качестве сюжета использовала и современные ей события. Таковы были карикатуры на неудачи французов в 1812 году, многочисленные «летучие листки», появившиеся в Москве в русско-турецкую войну 1877—78 годов в виде тетрадок, переполненных карикатурными издевательствами над турками. Лучшими из них были издания Яковлева: «Наши жернова все смелют», «После ужина горчица», «Пищат». В других листках 1878 года («Кровавый сон», «Огарок», «Заноза»), наряду со стихотворениями и мелкими рассказами про войну, помещались стихи и анекдоты, не имевшие никакого отношения к войне, появились тогда и такие «летучие листки» («Булавка — листок без подписчиков», «Курьер»), в которых и совсем не было речи о войне.
Лубочные писатели отличались необычайной плодовитостью, что объясняется, отчасти, их снисходительным отношением к авторскому праву: их «сочинения» нередко представляли собой перепечатку, в искаженном виде, чужих произведений. «Тарас Бульба», например, существовал в нескольких перепечатках и под самыми разнообразными заглавиями: «Разбойник Тарас Черномор», «Тарас Черноморский», «Приключения казацкого атамана Урвана»; «Вий» преобразился в «Страшную красавицу, или Три ночи у гроба»; «Страшная месть» — в «Страшного колдуна, или Кровавое мщение». Сказки Жуковского фигурировали в лубочной литературе под заголовками: «Дедушка водяной», «Черт в дупле». Из произведений Лермонтова в лубочную литературу проникла в нескольких переделках «Песня о купце Калашникове». «Бежин луг» Тургенева был переделан Кассировым в рассказ «Домовой проказит», он же переделал несколько «Сказок Кота Мурлыки» Николая Вагнера, придав им обычные в лубочной литературе эффектные названия: «Проклятый горшок», «Заколдованный замок». Во множестве переделок имелись в лубочной литературе «Князь Серебряный» Алексея Толстого, «Юрий Милославский» Михаила Загоскина, «Конёк-Горбунок» Петра Ершова. Существует лубочная переделка сказки Михаила Салтыкова-Щедрина «Пропала совесть» и рассказа Глеба Успенского «Нужда пляшет, нужда скачет, нужда песенки поет». Повесть П. Кувшинова «Пещера в лесу, или Труп мертвеца» представляет собой отрывок из романа Мельникова-Печерского «В лесах». Есть лубочные переделки «Вечного Жида» Эжена Сю, «Мучеников» Франсуа Шатобриана и нескольких произведений Поля де Кока.
Характерной особенностью лубочной литературы являлось огромное множество вариантов одного и того же произведения. Каждый лубочный издатель писал свою собственную переделку наиболее ходких книжек: у каждого свой собственный «Князь Серебряный», свой собственный «Разбойник Чуркин», своя собственная «Битва русских с кабардинцами».
Издание лубочных книг было сосредоточено почти полностью в Москве, петербургские предприниматели (Кузин) и киевские (Т. Губанов) мало занимались издательством, предпочитая торговать московскими изданиями. Листовку лубочники продавали по 1 рублю за сотню, но были и более дорогие лубочные издания. Все лубочные романы и повести, особенно исторические, имели обыкновенно от 6 до 12, а иногда до 18 листов, и продавались офенями по 10—25 копеек.
Лубочные издатели торговали в Москве на Никольской улице и, предназначая свои издания для деревенского населения, называли себя «народными». По мнению Энциклопедического словаря Брокгауза и Ефрона их не следует путать с теми «издателями с Никольской улицы» (Земский, Преснов, прежде Леухин и Манухин), которые выпускали книжки для низших слоев городского населения (руководства к выбору жен, ключи к женскому сердцу, сборники «пикантных рассказов», различных рецептов и т. п.). Впрочем, в отношении содержания трудно провести границу между произведениями этой «лакейской» литературы и многими лубочными книжками, в которые в последнюю треть XIX века также проник элемент порнографии.
В начале 1880-х годов в лубочной литературе под влиянием борьбы за существование с народно-просветительной литературой наметился перелом, характеризующийся улучшением корректорской части, исправлением (по почину И. Кассирова) устаревшего языка, исторических или географических указаний, темных или безнравственных мест.
В 1893 году количество экземпляров лубочных изданий возросло, по сравнению с 1892 годом, на 500 000, достигнув общей цифры в 4 491 300. Увеличение произошло, главным образом, за счёт религиозно-нравственных (с 1 401 400 до 1 692 400) и литературных изданий (с 1 785 200 до 2 169 600), уменьшилось количество сонников (с 266 600 до 168 300) и письмовников (с 38 400 до 31 200).